# Igor Sergeyev
Igor Sergeyev (ur. 30 kwietnia 1993 w Taszkencie) – uzbecki piłkarz występujący na pozycji napastnika w drużynie Pathum United.

## Kariera piłkarska
Sergeev jest wychowankiem Paxtakoru Taszkent. W pierwszej drużynie występował łącznie przez 7 sezonów, z półroczną przerwą na wypożyczenie do chińskiego Beijing Guo’an. W tym samym sezonie zainteresowana zatrudnieniem zawodnika była warszawska Legia. Z Paxtakorem wygrał 3 mistrzostwa Uzbekistanu i raz puchar Uzbekistanu. 1 stycznia 2018 roku za 1,50 mln € został oficjalnie zawodnikiem Al Dhafra. 6 lipca zawodnik powrócił do zespołu Paxtakor Taszkent. W lutym 2021 roku zawodnik wyjechał do Kazachstanu i podpisał kontrakt z FK Aktöbe. Jeszcze w tym samym roku przeniósł się do zespołu Toboł Kustanaj.

## Kariera reprezentacyjna
Sergeyev zadebiutował w reprezentacji Uzbekistanu 10 września 2013 roku w meczu eliminacjach do MŚ 2014 z reprezentacją Jordanii. Pierwszego gola w reprezentacji strzelił 15 października 2013 roku w wygranym 3-1 meczu z reprezentacją Wietnamu w eliminacjach Pucharu Azji 2015. Znalazł się w kadrze Uzbekistanu na Puchar Azji 2015. Na tymże turnieju zagrał w 3 spotkaniach, zdobywając jedną bramkę w spotkaniu z reprezentacją Korei Północnej. Wraz z kolegami odpadli w ćwierćfinale po dogrywce z reprezentacją Korei Południowej. 
Stan na 3 czerwca 2024
| Reprezentacja | Rok     | Mecze | Bramki |
| ------------- | ------- | ----- | ------ |
| Uzbekistan    | 2013    | 4     | 2      |
| Uzbekistan    | 2014    | 10    | 2      |
| Uzbekistan    | 2015    | 10    | 5      |
| Uzbekistan    | 2016    | 11    | 1      |
| Uzbekistan    | 2017    | 8     | 0      |
| Uzbekistan    | 2018    | 1     | 0      |
| Uzbekistan    | 2019    | 6     | 3      |
| Uzbekistan    | 2020    | 3     | 2      |
| Uzbekistan    | 2021    | 5     | 0      |
| Uzbekistan    | 2022    | 8     | 2      |
| Uzbekistan    | 2023    | 4     | 1      |
| Uzbekistan    | 2024    | 3     | 1      |
| Ogólnie       | Ogólnie | 73    | 20     |

## Sukcesy

### Paxtakor Taszkent
- Mistrzostwo Uzbekistanu: 2012, 2014, 2015, 2019
- Puchar Uzbekistanu: 2011, 2019

### Toboł FK
- Priemjer Ligasy: 2021